# Legio I Parthica
Legio prima Parthica ou Legio I Parthica ("Primeira legião Parta") foi uma legião romana mobilizada em 197 pelo imperador Sétimo Severo (r. 193–211). A sua presença no Oriente Médio é atestada pelo menos até o início do século V. seu símbolo era o centauro.
As legiões I Parthica, II Parthica e III Parthica foram mobilizadas por Sétimo Severo para sua campanha contra o Império Parta. Após o sucesso da campanha, a Primeira e a Terceira permaneceram na região, acampadas em Singara, na Mesopotâmia (atual Sinjar, no Iraque), para suprimir eventuais rebeliões e novos ataques do Império Parta.
Legionários da I Parthica eram geralmente transferidos para outras províncias, principalmente a Lícia, Cilícia e Cirenaica.
Em 360, a I Parthica falhou em defender o seu acampamento contra um ataque dos sassânidas. Após a derrota, foi transferida para Nísibis (na Turquia), onde permaneceu até a rendição da cidade para o Império Sassânida em 363. Em seguida, foi novamente transferida, desta vez para Constantina, onde ainda estava quando foi mencionada pela última vez no início do século V